# منطقة سلحب
منطقة سلحب هي منطقة سورية إدارية تتبع محافظة حماة ومركزها مدينة سلحب، تم إحداثها في عام 2021 بموجب المرسوم رقم /242/ المتضمن إحداث منطقة في مدينة سلحب في محافظة حماة تضم ناحيتي جب رملة، تم فصلها من منطقة مصياف وناحية عين الكروم تم فصلها عن منطقة الغاب. 